# Oeclidius pelagon
Oeclidius pelagon är en insektsart som beskrevs av Ronald Gordon Fennah 1980. Oeclidius pelagon ingår i släktet Oeclidius och familjen Kinnaridae. Inga underarter finns listade i Catalogue of Life.